# Арчимбольдо, Джузеппе
Джузе́ппе Арчимбо́льдо (итал. Giuseppe Arcimboldo, лат. Josephus Arcimboldus; 1526 или 1527, Милан — 11 июля 1593, там же) — итальянский живописец и художник-декоратор, обычно причисляемый к представителям маньеризма. В его творчестве некоторые критики и художники XX века усматривали предвосхищение сюрреализма.
Джузеппе Арчимбольдо родился в семье миланского художника; с юных лет он помогал отцу создавать церковные росписи, а также специализировался на выполнении эскизов гобеленов и витражей. Добившись известности и авторитета, в 1562 году был приглашён ко двору императора Священной Римской империи Максимилиана II в Вену, а далее служил его преемнику Рудольфу II в Праге. Помимо исполнения обязанностей придворного живописца и декоратора, курировал приобретение предметов искусства, занимался организацией праздников и вёл инженерные работы. Сохранилось около двух десятков работ Арчимбольдо того периода — официальных портретов и специфических картин, выполненных в виде необычного сочетания предметов, растений и животных; возможно, на стилевое своеобразие оказала влияние придворная кунсткамера, которую курировал живописец. Данный стиль поощрялся императорами-заказчиками и даже служил предметом для подражания. Император Рудольф II в 1580 году пожаловал Арчимбольдо дворянство. Прослужив при дворе Габсбургов около 25 лет, в 1587 году художник вышел в отставку и вернулся в Милан, однако продолжал создавать произведения в избранном им стиле, которые отсылал в Прагу. За «Портрет Рудольфа II в образе Вертумна» художник был пожалован почётным титулом пфальцграфа. После кончины его стиль и формальные эксперименты были забыты, а новый интерес к наследию Арчимбольдо вспыхнул в 1930-х годах. С этого времени он считается классиком европейской живописи, до известной степени расширившим границы формы и содержания.
Жизнь Арчимбольдо крайне неравномерно документирована: до 1562 года и в 1587—1593 годах обстоятельства его жизни и работы лишь эпизодически отражаются в архивных документах; множество сведений о его жизни, приводимых биографами, являются гипотетическими и непроверяемыми. В «Жизнеописаниях» Джорджо Вазари его биография отсутствует.

## Миланский период

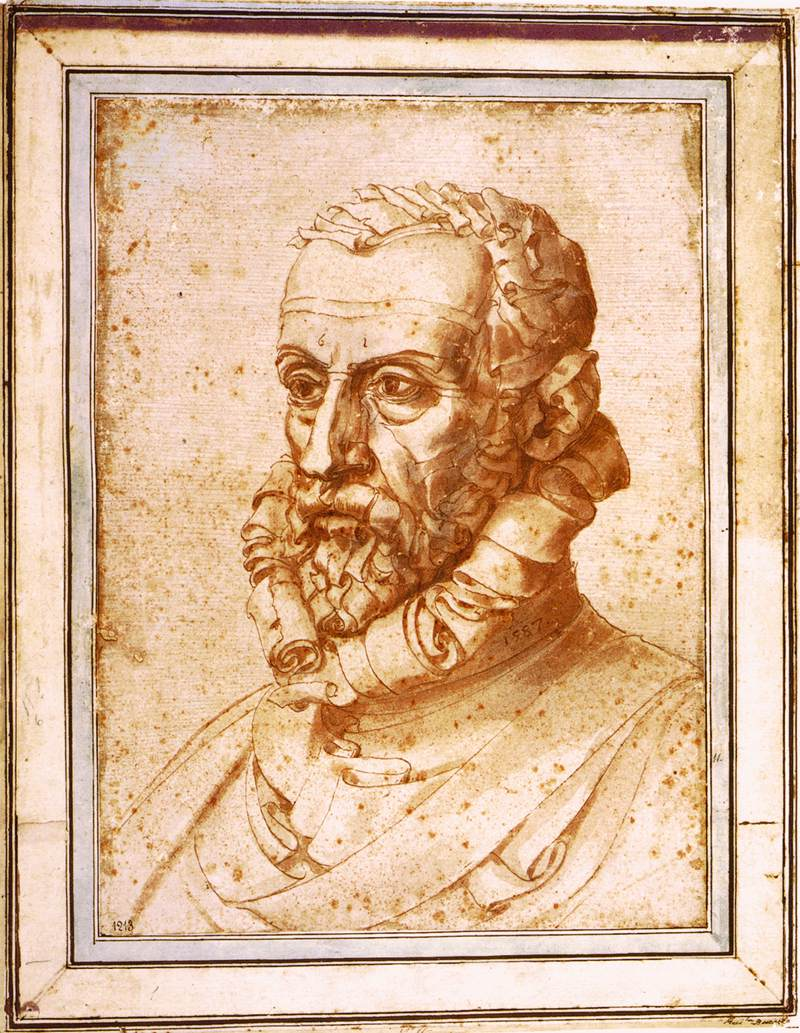
Автопортрет в возрасте 61 года. Дата — 1587 — поставлена под воротником, как обычно у Арчимбольдо. Бумага, карандаш, перо и чернила, размер изображения 442 × 318 мм. Палаццо Россо, Генуя

Фамилия Арчимбольдо — южногерманского происхождения. Согласно сведениям, записанным при жизни биографом художника — иезуитом Паоло Мориджиа, род восходил ещё ко временам Карла Великого, тогда же его представители перебрались в Италию. У того же Мориджиа упоминается, что прапрадед Джузеппе — Гвидо Антонио Арчимбольдо — овдовев, стал в 1489 году архиепископом Милана, унаследовав сан от покойного брата Джованни. Далее кафедра переходила к прочим представителям рода, в частности, в 1550—1555 годах миланским архиепископом был Джананьело Арчимбольдо — потомок внучатого племянника Гвидо.
Джузеппе Арчимбольдо был сыном миланского художника Бьяджо Арчимбольдо или Арчимбольди. Точное написание фамилии неясно: орфографические нормы в XVI веке были неустойчивыми, сам Арчимбольдо на письме латинизировал свою фамилию (лат. Arcimboldus), вместо имени Джузеппе он иногда подписывался на немецкий лад Йозефом или латинизировал это написание. Дата рождения художника неизвестна. Если его кончина точно документирована, то записей о рождении и крещении не сохранилось. Судя по надписи на графическом автопортрете 1587 года (число «61» интерпретируется как возраст), он мог родиться в 1526 или 1527 году. Первый сохранившийся его рисунок, датированный 1566 годом, подписан Josephus Arcimboldus Mlnensis (то есть «М[и]л[а]нский»).

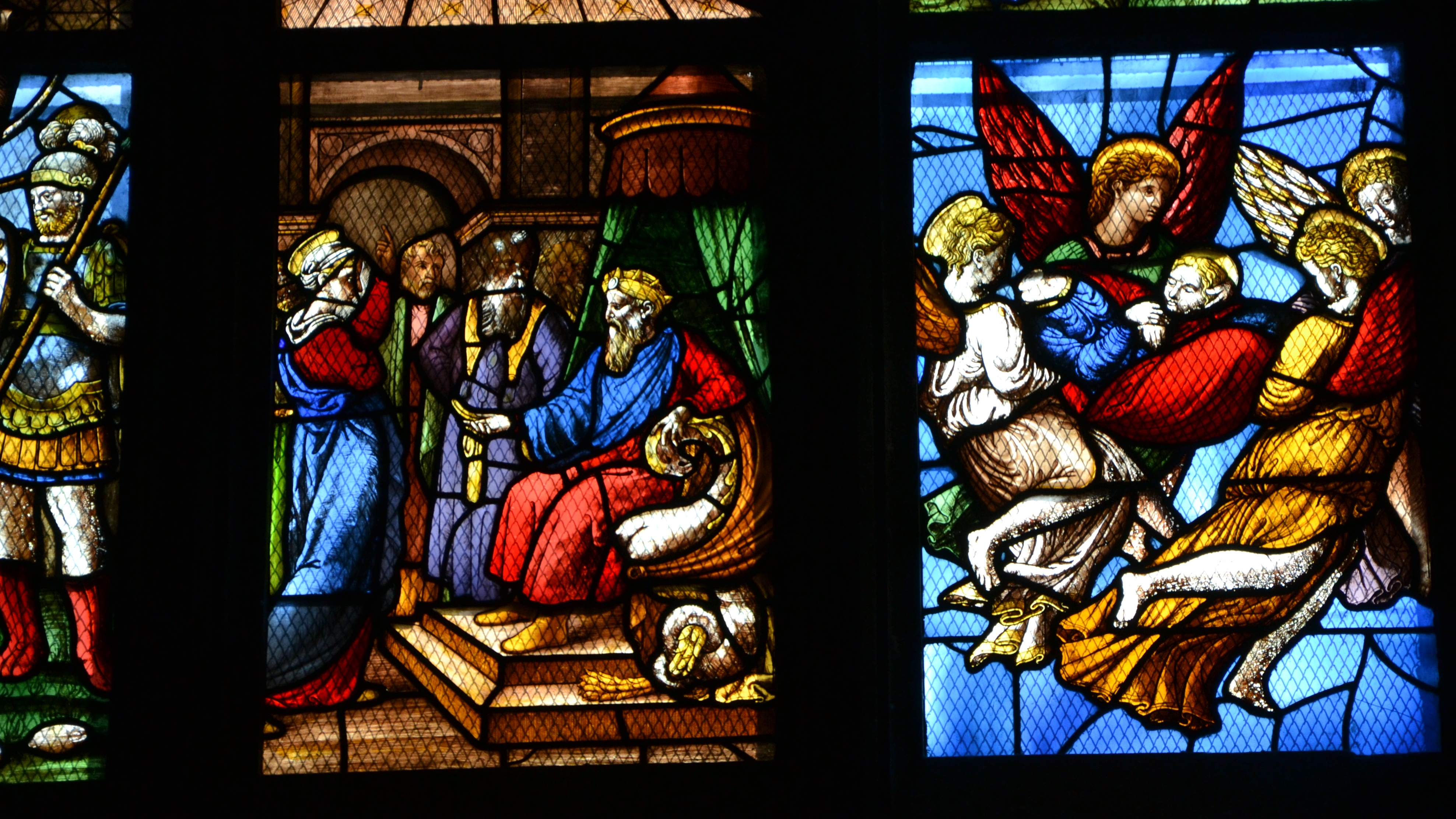
Бьяджо и Джузеппе Арчимбольдо. Сцены из жития св. Екатерины. Деталь витража Миланского собора

Имеются сведения, что отец Арчимольдо — Бьяджо — дружил с учеником Леонардо да Винчи — Бернардино Луини, скончавшимся в 1532 году. Сын Луини, однако, общался с Джузеппе Арчимбольдо и показывал ему альбомы и записи Леонардо, оставшиеся в семье. Это должно было оказать влияние на становление молодого художника. Впервые в документах имя художника Джузеппе Арчимбольдо зафиксировано в 1549 году вместе с отцом — они разрабатывали эскизы жития св. Екатерины для витражей Миланского собора; с этим заказом они были связаны до 1557 года — сохранилось более 150 счетов. После 1551 года имя Бьяджо перестаёт фигурировать в документах, возможно, из-за кончины; единственным точно идентифицированным произведением отца и сына является упомянутый витраж. Есть также основание полагать, что витражи южной части нефа со сценами из книги Бытия также были выполнены ими. Существует версия, что росписи в церкви св. Маврикия в Милане, относящиеся к 1545 году, были выполнены не Луини, как предполагалось ранее, а отцом и сыном Арчимбольдо (об этом позволяет судить сходство стиля фресок и витражей). Известно, что в 1551 году Джузеппе расписал пять гербов по заказу герцога Богемского Фердинанда — ещё до того, как он стал императором. Это, возможно, свидетельствует, что в тот период Арчимбольдо был известен гораздо больше, чем предполагается сейчас.

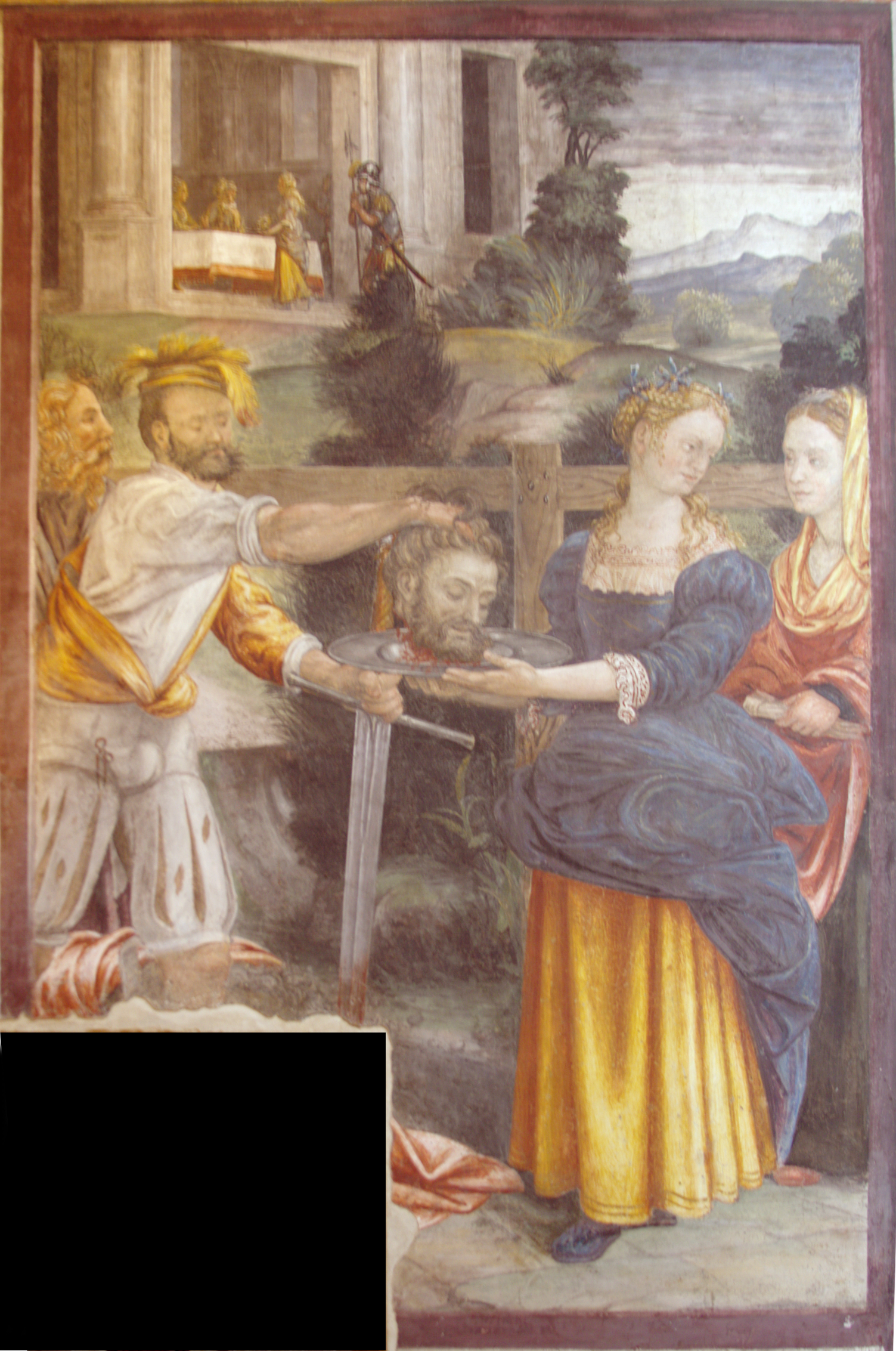
Усекновение главы Иоанна Предтечи. Фреска церкви св. Маврикия в Милане, приписываемая Арчимбольдо

Биограф художника, друживший с ним при жизни, — Паоло Мориджиа — писал о нём так:

Это художник редкого таланта, также весьма сведущий в других дисциплинах; доказав свои достоинства как художника и экстравагантного живописца не только на родине, но и за границей, он снискал наивысшие похвалы, и слава о нём дошла до германского императорского двора.
Согласно Б. Гейгеру, сюжеты миланских работ Арчимбольдо «не выходят за границы типичного для того времени стиля». Однако он заявил, что в некоторых витражах можно рассмотреть элементы будущего стиля arcimboldesque. Ряд искусствоведов также утверждают, что стиль миланских работ Арчимбольдо отражает влияние Гауденцио Феррари. После 1559 года имя Арчимбольдо не упоминается в документах о строительстве Миланского собора. В расходной книге собора Комо сохранился счёт 1558 года в 119 лир, выданных Д. Арчимбольдо за эскиз гобелена. Рисунок сохранился и демонстрирует склонность художника к изображению роскошных растительных орнаментов, цветов и фруктов, а также изобилие спиралевидных элементов, которые не оставляют на плоскости пустого пространства — явный намёк на развившийся позднее стиль. Вероятно, именно Арчимбольдо выполнил эскизы для всех 7 гобеленов в Комо, включая изображение Смерти, — это доказывается простым сравнением стиля. Также ему приписывается роспись алтарной части церкви Сан-Джорджо в Монце. Это показывает, что к 1560-м годам художник стремился найти работу вне Милана.
Согласно П. Мориджиа, в 1562 году Арчимбольдо уступил призыву императора Максимилиана II и покинул Милан на 25 лет. Не сохранилось никаких свидетельств, каким образом художник был связан с Габсбургами, и что побудило его покинуть родные места на чрезвычайно длительный срок.

## При венском дворе

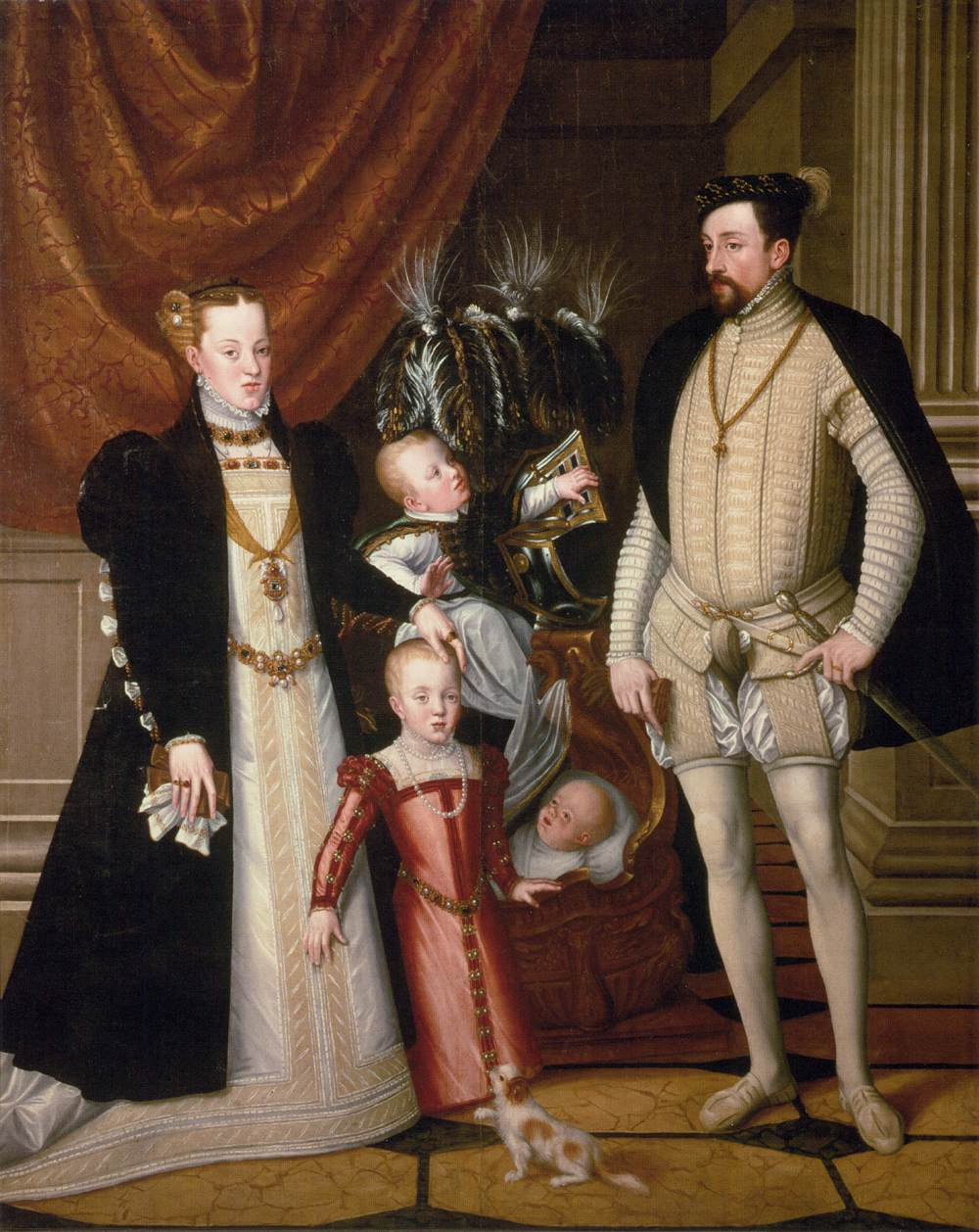
Портрет императора Максимилиана II с семьёй. Размер полотна 240 × 188 см. Около 1563 года, хранится в замке Амбрас

Начиная с 1562 года жизнь и творческая биография Арчимбольдо достаточно хорошо документированы, особенно благодаря венским Архиву австрийских исторических документов и императорскому архиву. При этом следует иметь в виду, что его художественные работы крайне редко или вовсе не фигурируют в сохранившихся документах. Отсутствуют и данные, чему именно обязан художник своим приглашением к императорскому двору и высокому положению. Хотя в литературе часто можно встретить утверждения, что художника пригласил его давний почитатель — император Фердинанд I, в действительности, судя по архивным данным, своим приглашением в Вену художник обязан Максимилиану II. Это же подтверждается поздними свидетельствами его биографов Мориджиа и Ломаццо. С 1562 года он числился придворным живописцем с жалованьем 20 гульденов в месяц, а сверх того, получал награды помимо жалованья за особо понравившиеся монарху работы (от 28 до 65 гульденов). В 1566 году ему компенсировали и дорожные расходы, выделив на поездку в Италию 100 гульденов. Однако он был лишь одним из придворных живописцев, наряду с Доменико и Джеронимо Поццо и Джулио Лучинио, которые также получали жалованье, но из разных источников. Двое Поццо считались прикреплёнными к Пражскому замку, и жалованье им начислялось от королевства Богемия, в то время как Лучинио был приписан к замку Прессбурга (Братиславы), получая жалованье из бюджета Венгерского королевства. Относительно поездки Арчимбольдо в Италию 1566 года много неясного, Карл Шютц даже предполагал, что художник намеревался остаться на родине, во всяком случае, два года он не фигурировал в документах Венского двора, и только с марта 1569 года в расходных книгах вновь появляется имя «Йозефа Арчимбольдо, придворного живописца». Однако сохранившиеся счета фиксируют суммы выплат, но не упоминают работ, за которые живописец получал награды.
Много неясного с известным портретом императорской семьи, обычно приписываемым Арчимбольдо. На портрете изображён император Максимилиан с супругой Марией, старшей дочерью Анной и сыновьями Рудольфом — будущим императором — и Эрнстом, выглядывающим из колыбели. Судя по видимому возрасту детей, изначально портрет был выполнен другим художником не позднее 1553 года, следовательно, Арчимбольдо принадлежит лишь копия с ныне утраченного оригинала.

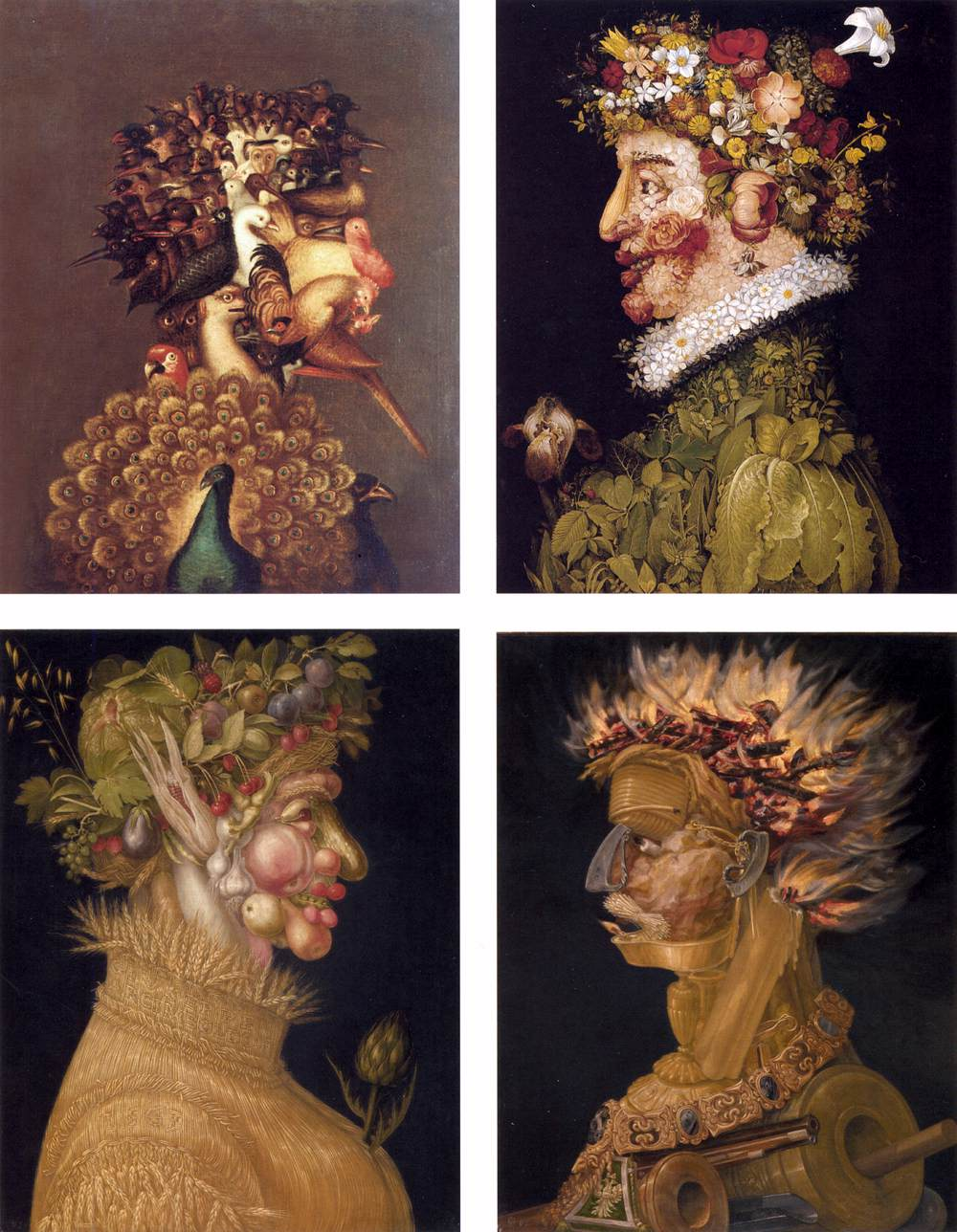
Примеры аллегорий из циклов 1560-х годов «Времена года» и «Четыре элемента». Вверху слева — «Воздух», внизу слева — «Лето», вверху справа — «Весна», внизу справа «Огонь». Эти картины экспонируются в разных европейских музеях

В первые два года службы Арчимбольдо написал несколько портретов императора и членов его семьи, а также создал первую из прославивших его серий «Времена года». На обороте «Зимы» имеется дата «1563», но в её аккуратности сильно сомневался Т. Дакоста Кауфман. Исследователь предполагает, что цикл был представлен императору уже после возвращения художника из Милана, примерно в начале нового, 1569 года. Авторская концепция цикла «Времена года» уникальна и явилась основой успеха художника при дворе, эти картины сильно увлекли монарха. И Максимилиан II, и Рудольф II заказывали художнику авторские повторения его знаменитых циклов для того, чтобы дарить их своим политическим оппонентам и союзникам.
Со временем такие портреты, безусловно связанные с эстетикой интернационального маньеризма и свидетельствующие об образованности художника, получили название «составленные головы» (фр. têtes composées). Их также относят к анаморфозам и разновидностям изобразительного гротеска.
Стиль этих произведений уникален и не характерен для XVI столетия: например, «Весна» изображает голову в профиль, составленную из тысяч изображений цветов, каждый из которых в отдельности может опознать специалист-ботаник. «Лето» аналогичным образом составлено из спелых фруктов и колосьев, и так далее. Закономерно возникает вопрос об источниках такого стиля, причём многие историки искусства (Б. Гейгер и А. Вентури) указывали, что Арчимбольдо мог быть связан как с гротескной традицией немецкой готики — по пути в Вену он вполне мог посетить Аугсбург и Мюнхен, так и с наследием Леонардо да Винчи, которое он точно изучал в Милане. По заказу Максимилиана II Арчимбольдо написал в аналогичном стиле цикл «Четыре элемента», ещё одну серию «Времена года» (1572 года), повторил «Времена года» в 1573 году, а также создал в 1574 году картины «Повар» и «Виночерпий», которые утрачены. С его именем также связывают и картины в более традиционном стиле — чаще портреты, но их атрибуция не всегда бесспорна.
Другой стороной деятельности придворного художника была организация празднеств, увеселений и театральных представлений. Мориджиа в своей Historia dell’antichitá di Milano писал:

Итак, наш Арчимбольдо жил достойной и плодотворной жизнью при имперском дворе, создавая для императора и целого двора картины и другие произведения искусства, а также резные деревянные изделия по случаю турниров, соревнований, свадеб и коронаций, в особенности во время статовства эрцгерцога Карла Австрийского.

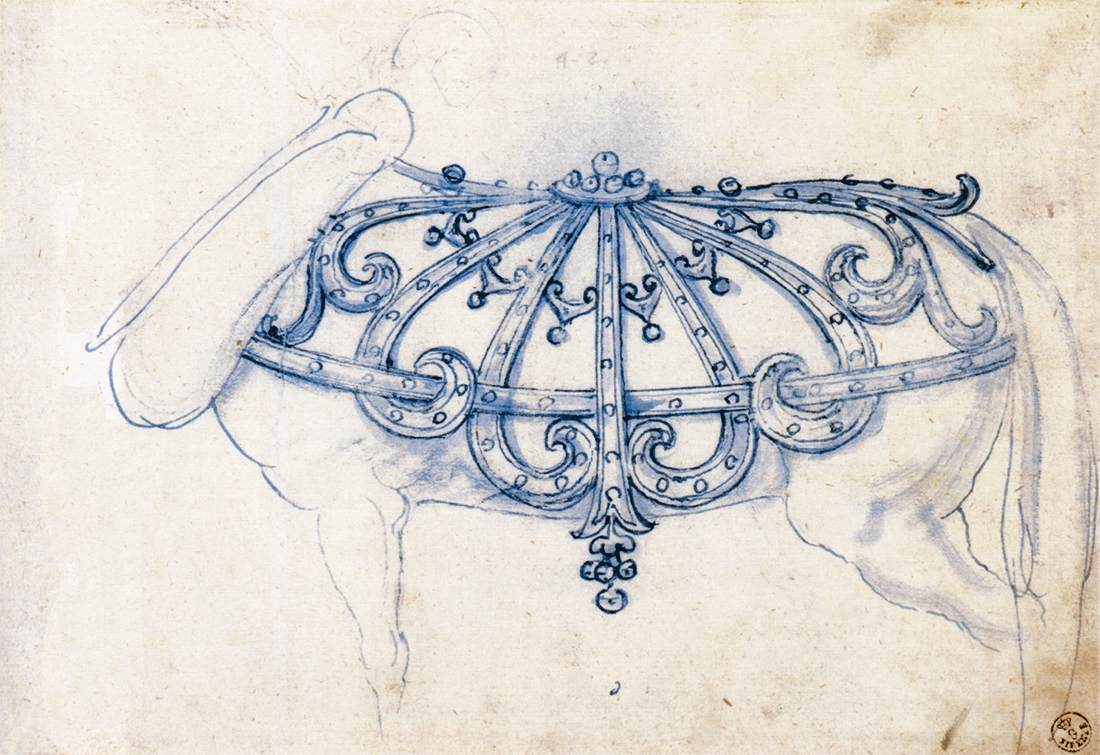
Эскиз убранства упряжного коня. Около 1585 года, Галерея Уффици

Мориджиа упоминал также изготовленные Арчимбольдо apparati di commedie — театральные машины, своеобразные «спецэффекты» на придворных балах-турнирах XVI века. В этих мероприятиях принимали участие аристократы и прелаты, центральной фигурой действа всегда был монарх. Турнир и триумфальное шествие оформлялись как театрализованное представление, сюжет для которого брался из античной мифологии или истории, причём император играл роль героя, чьи подвиги обязательно заканчивались триумфом. Такого рода представления являлись и элементом имперской пропаганды, демонстрируя прочность положения государства и величие монархии. В программу придворных празднеств входили и рыцарские турниры, включающие три акта: сначала парный поединок, в котором конные рыцари пытались по обе стороны барьера выбить друг друга из сёдел. Второй акт включал парный свободный турнир, в котором противники сходились врукопашную. В третьем акте рыцари выходили за барьер и атаковали друг друга самым разнообразным оружием. По документам, Арчимбольдо был режиссёром-постановщиком и декоратором двух турниров: на свадебных торжествах 1571 года и на восшествии Рудольфа II на венгерский престол (в 1572 году).
При инвентаризации коллекции Рудольфа II в 1607—1611 годах в описи были учтены 4 фолианта эскизов Арчимбольдо, один из которых уцелел. Некоторые зарисовки могут быть отождествлены с описанием турнира в Вене 1571 года. Судя по документам из Альманаха Высочайшей императорской династии, Арчимбольдо был связан с венским двором до самой кончины императора Максимилиана в 1576 году. В 1575—1576 годах ему было пожаловано 65 гульденов и 75 талеров за живописные работы для покоев императора и для двора саксонского курфюрста. В 1575 году Максимилиан II узаконил положение внебрачного сына Арчимбольдо — Бенедетто, а в 1576 году художник удостоился последнего дара императора в размере 200 гульденов.

## При дворе Рудольфа II. Последние годы жизни

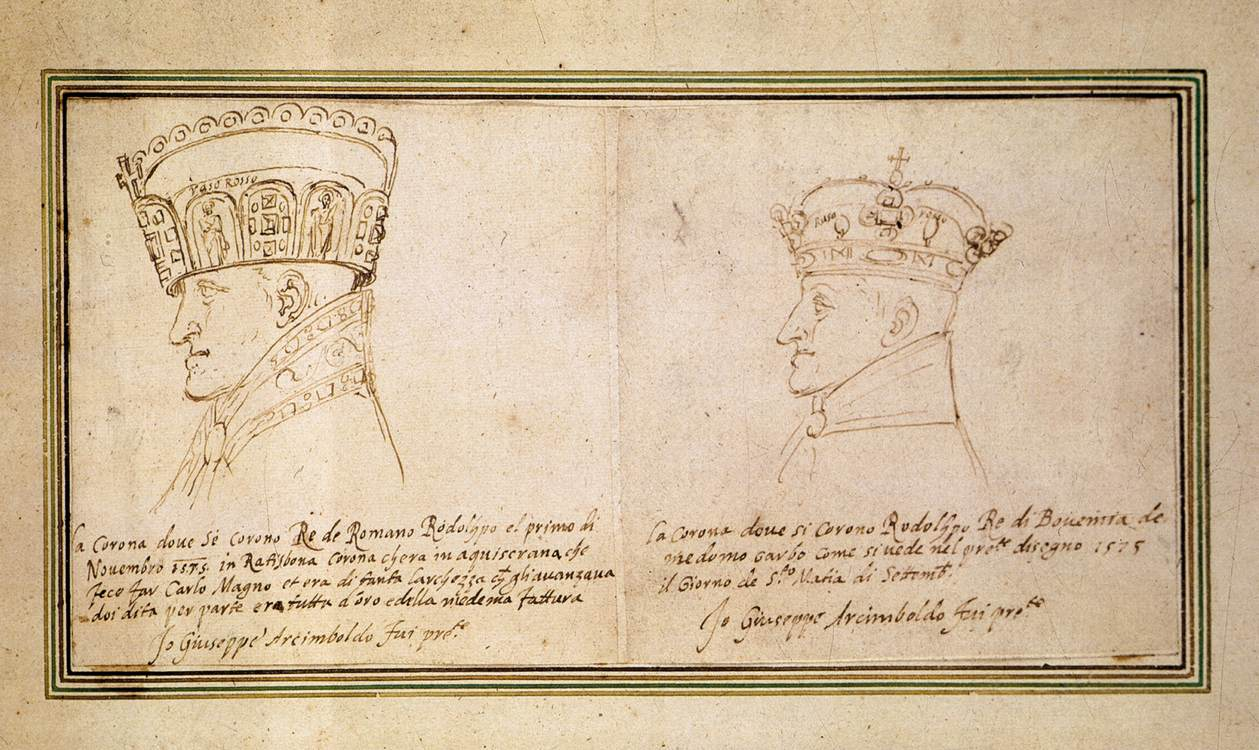
Два портрета Рудольфа II в короне. 1575 год, Национальная галерея в Праге

Ещё в 1570 году император Максимилиан отрядил Арчимбольдо в Прагу — ко двору своего наследника Рудольфа, с которым у художника сложились и хорошие личные отношения. После восшествия на престол нового императора в 1575 году положение Арчимбольдо при дворе, вероятно, изменилось мало, во всяком случае, он продолжал получать прежнее жалованье — 20 флоринов в месяц. Однако уже в 1581 году жалованье его было увеличено до 30 флоринов в месяц. В ноябре 1586 года он был удостоен пожалования в 1500 флоринов, что составляло его четырёхкратный годовой оклад.

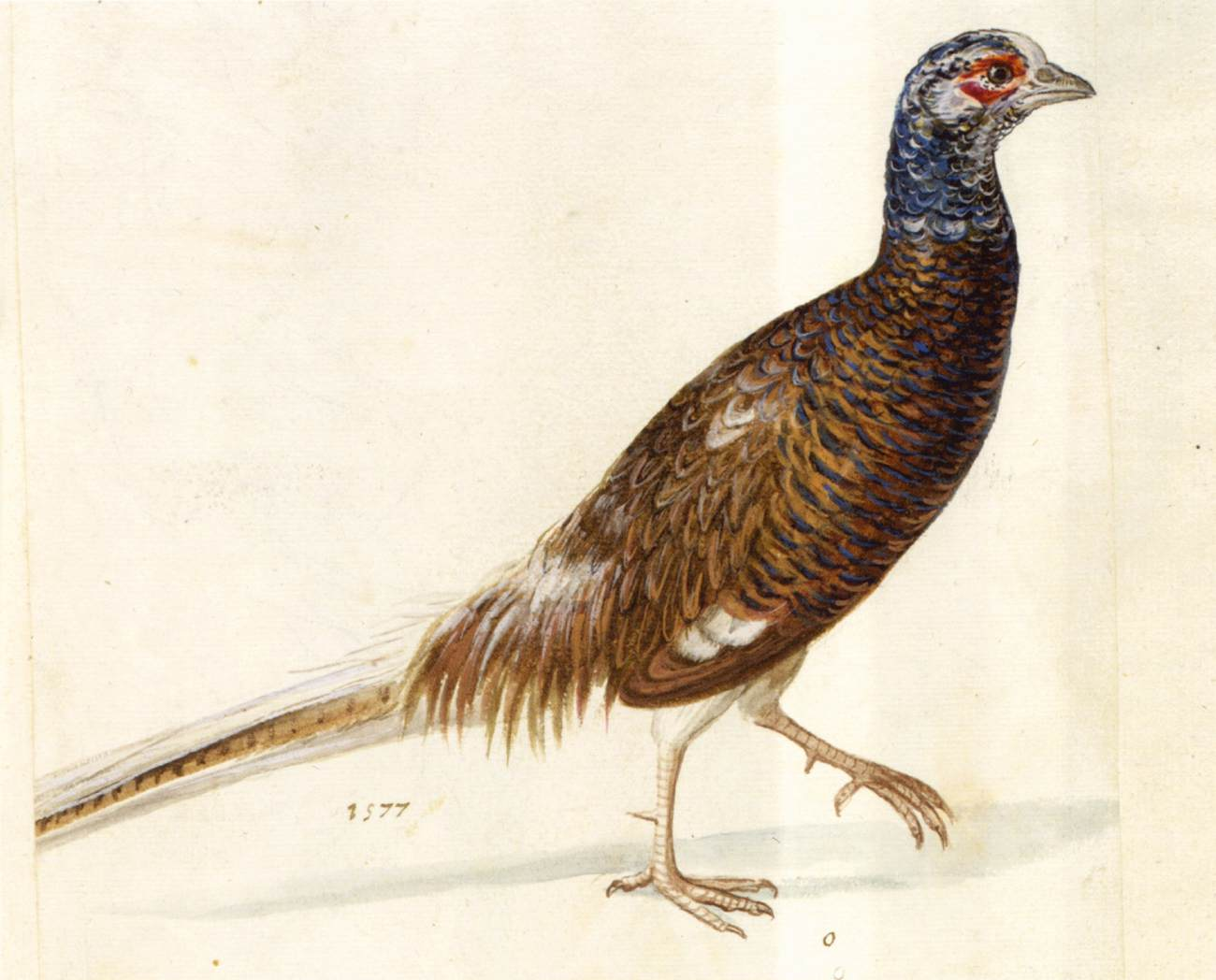
Орнитологическая зарисовка Арчимбольдо. 1577, Австрийская национальная библиотека

Рудольф II по натуре был эксцентриком, обладал слабым, склонным к депрессиям характером и стремился избегать проблем. Не будучи воинственным, он стремился к примирению своих католических и протестантских подданных, но при этом был склонен к мистике. Он имел вкус к искусству, особенно живописи, интересовался и науками, особенно оккультными. В качестве придворных астрологов он содержал выдающихся учёных — Тихо Браге и Иоганна Кеплера. Именно благодаря Рудольфу, в Праге была основана кунсткамера — собрание разнообразной экзотики, начиная с живописи и кончая зверинцем. По выражению искусствоведа Вернера Кригескорте, «интересы Рудольфа II замыкались в пределах его Кунсткамеры». В 1582 году император отправил Арчимбольдо в Германию, чтобы приобрести предметы старины и «животных и изумительных птиц Нового Света» (Thiere und Wundervoegel aus der neuen Welt). Существует версия, что Арчимбольдо профессионально занимался естествознанием и сотрудничал на этой почве с У. Альдовранди.
Всё это свидетельствует о том, что роль Арчимбольдо при дворе изменилась. Его интересы, вероятно, совпадали с оккультными увлечениями монарха. По сообщению Л. Леви, Арчимбольдо, опираясь на пифагорейские представления о гармонической последовательности тонов и полутонов, занимался подбором соответствий звуков и цветов. Однажды он нарисовал последовательность аккордов — в виде сочетания цветных пятен — и предложил исполнить их на клавесине придворному музыканту Мауро Кремонезе. Г. Команини писал:

Этот в высшей степени изобретательный живописец умел не только верно передавать цветами полутона, но и разделять тон точно пополам. Он мог изобразить очень мягкий и равномерный переход от белого к чёрному, постепенно добавляя черноты, подобно тому как музыкант начинает с низких тяжёлых нот, переходя к более высоким и кончает совсем высокими.
Отрывочные сведения современников позволяют некоторым авторам делать вывод, что Арчимбольдо пытался создать собственную теорию восприятия. Тот же Команини сообщал, что «он хотел показать, что музыкальное искусство и искусство живописи идут одними путями и подчиняются одним и тем же законам». При этом документальные сведения о картинах, написанных Арчимбольдо после 1585 года, отсутствуют, однако «Флора» и «Вертумн» удостоились стихотворных панегириков Грегорио Команини.

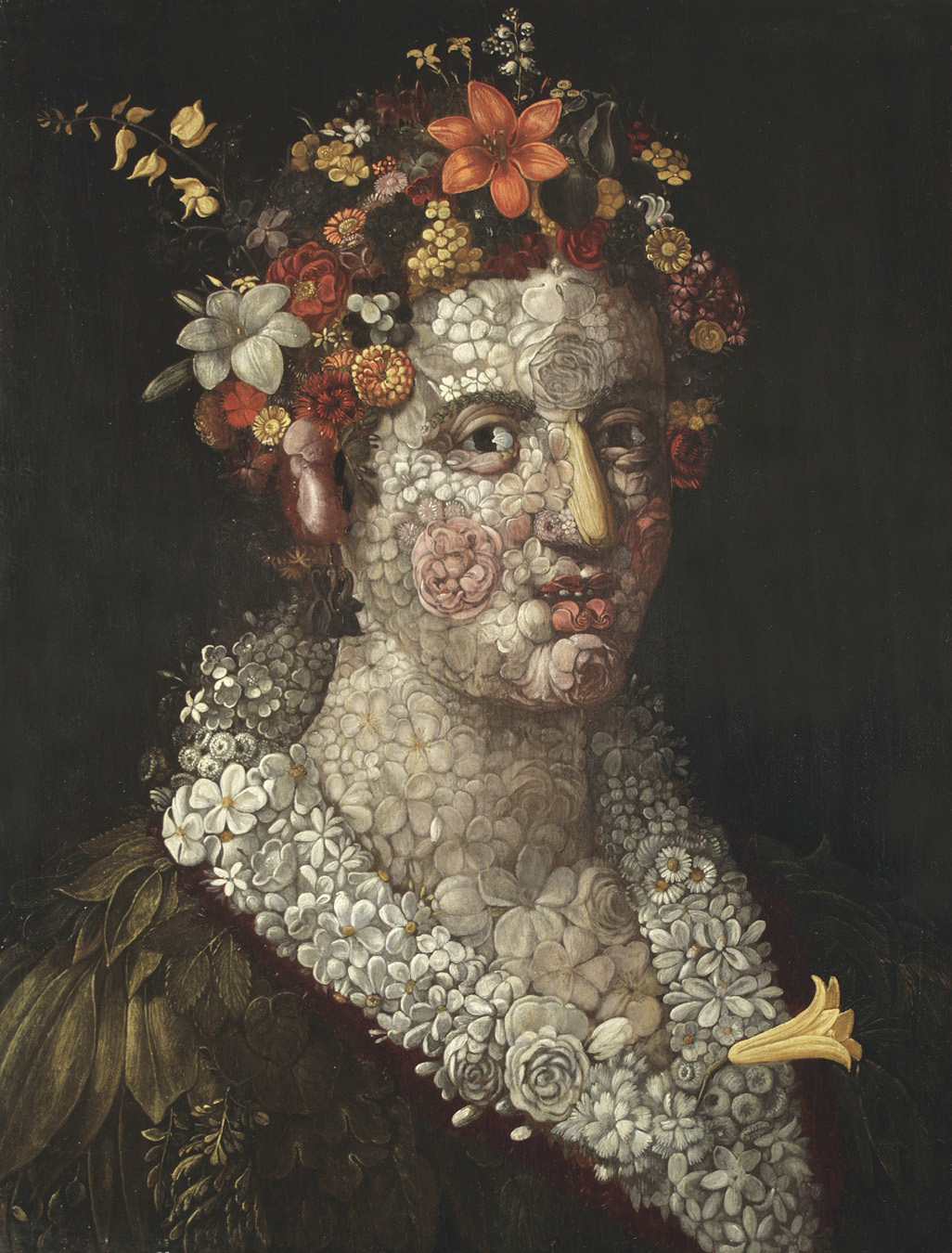
Флора, масло по дереву, 1591. Возможно, копия или реплика оригинала Арчимбольдо, написанного в Милане в 1588 году

Император продолжал выказывать художнику своё благоволение: в 1580 году пожаловал Арчимбольдо и его сыну Бенедетто дворянство с правом иметь собственный герб. По документам, в этот период Арчимбольдо ещё дважды побывал в Милане: первый раз в 1576 или 1577 году (это следует из упоминания в документах 1580-х годов). Также вполне вероятно его пребывание на родине в 1581 году, поскольку в одной из записей городского архива от 17 марта упоминается, что тогда его сыну Бенедетто ещё не исполнилось 18 лет. Согласно Мориджиа, Арчимбольдо вернулся на родину в 1588 году после четвертьвекового служения Габсбургам. При этом 12 августа 1587 года датировано распоряжение Рудольфа II о награждении художника 1500 флоринами за длительную службу царствующему дому. Таким образом, дата возвращения Арчимбольдо на родину не является бесспорной.
В Милане художник возобновил старые знакомства и приобрёл много новых. Среди его друзей были: будущий биограф — инженер и архитектор Джузеппе Ломаццо, священник-иезуит Мориджиа (автор «Истории древностей Милана» — основного источника по биографии художника), а также Аурелио Луини — профессор Падуанского университета, Джован Антонио Полакини и другие. Художник продолжал активно работать по заказам из Праги, создав самые известные из своих работ — «Флору» и «Портрет Рудольфа II в образе Вертумна». В 1592 году император присвоил художнику почётный придворный титул пфальцграфа — в Священной Римской империи XVI века этой чести удостоились всего три художника: Содома, Тициан и Арчимбольдо.
Незадолго до смерти художник расписал вазу по императорскому заказу (подробности неизвестны), за что получил гонорар в 100 дукатов. Запись в книге учёта миланского магистрата гласит, что живописец Джузеппе Арчимбольдо скончался 11 июля 1593 года в возрасте примерно 66 лет «от удержания мочи и почечных камней». В тот год в городе была эпидемия чумы, поэтому причина его смерти была особо отмечена.

## Творчество и его оценки

### «Составленные головы»
В творческом наследии Арчимбольдо особое место занимает серия прославивших его имя аллегорических портретов, получивших условное название «составленные головы» (фр. têtes composées, голов, составленных из фруктов, овощей, цветов и плодов. Стиль этих произведений по утверждению исследовательницы Л. И. Тананаевой уникален и не характерен для XVI столетия, хотя его традиционно относят к течению западноевропейского маньеризма. Эти произведения также свидетельствуют об образованности художника. Аналогии таким куриозитетам известны в творчестве и других художников эпохи, в частности, гротескные фигуры в рисунках Дж. Б. Брачелли, гравюрах Никола де Лармессена. Их также относят к анаморфозам и разновидностям изобразительного гротеска.

### Судьба творческого наследия

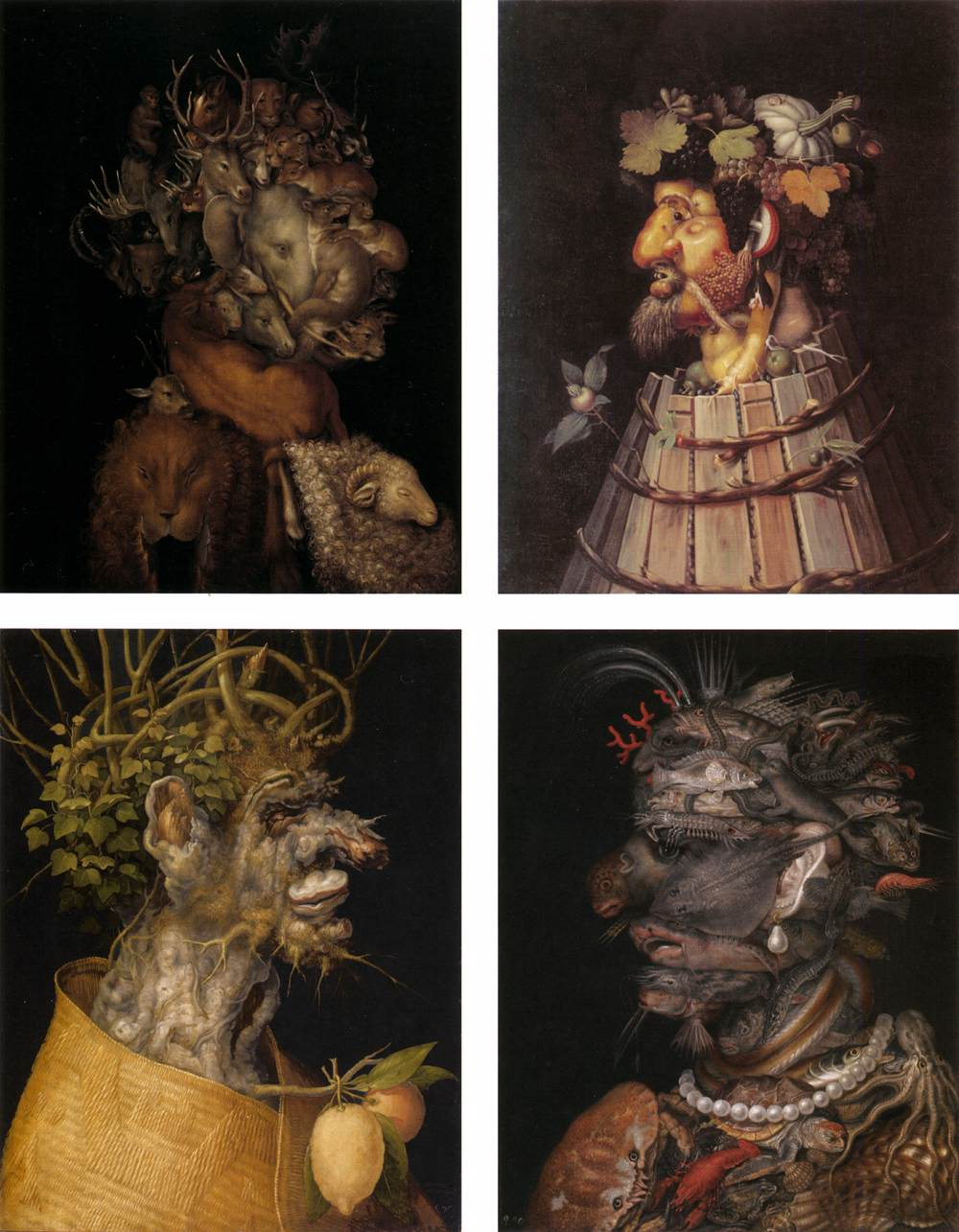
Аллегорические пары портретов из циклов «Времена года» и «Стихии»

Джузеппе Арчимбольдо не оставил письменных свидетельств ни о себе, ни о своих картинах. После смерти Арчимбольдо и его покровителя — императора Рудольфа — наследие художника быстро забылось, многие произведения были утрачены. В литературе XVII—XVIII веков он не упоминался вовсе. Только в 1885 году искусствовед К. Касати опубликовал монографию «Джузеппе Арчимбольди, миланский художник», в которой основное внимание уделялось его амплуа портретиста. С появлением сюрреализма его апологеты и теоретики обратили внимание на формальные эксперименты Арчимбольдо, и в первой половине XX века его наследию было посвящено много статей. Густав Хоке проводил параллели между работами Арчимбольдо, Дали и М. Эрнста. В 1954 году вышли объёмная монография Б. Гейгера и книга Ф. Легран и Ф. Сюи. С 1978 года наследием Арчимбольдо занимался Т. Дакоста Кауфман (защитивший диссертацию «Вариации на имперскую тему»), чья объёмная работа, опубликованная в 2009 году, в известной степени подытожила отношение современных искусствоведов к Арчимбольдо. Специальную статью посвятил творчеству художника Ролан Барт, она вышла в 1980 году. Публиковались и другие работы. Связь с сюрреализмом подчёркивалась на этапных выставках в Нью-Йорке («Фантастическое искусство, дада, сюрреализм», 1937) и в Венеции («Эффект Арчимбольдо: Эволюция лица в живописи от XVI века», Палаццо Грасси, 1987), на которых были представлены аллегории Арчимбольдо. Крупнейшая энциклопедическая выставка наследия Арчимбольдо, на которой было представлено около 150 его работ, включая графику, была проведена в Вене в 2008 году. Несмотря на то, что очень немногие произведения Арчимбольдо доступны на арт-рынке, их аукционная стоимость находится в диапазоне 5—10 миллионов долларов. Эксперты отмечают, что это очень скромно для художника такого уровня известности.

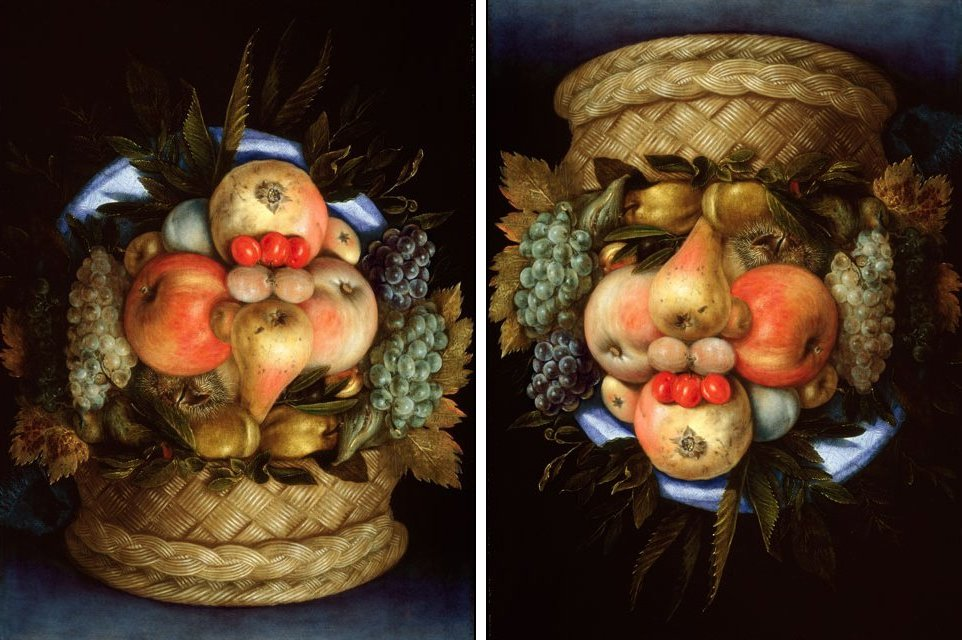
Корзина с фруктами. В перевёрнутом виде картина представляет собой портрет. Масло на деревянной панели, около 1590

Творческое наследие Арчимбольдо плохо идентифицировано, особенно это касается ранних его работ и картин в традиционном стиле. Всего сохранилось около 20 его картин, однако утрачено намного больше, судя по упоминаниям современников и в документах. Наиболее известны его циклы «Четыре элемента» и «Времена года», которые художник неоднократно повторял с небольшими изменениями; а также картины «Библиотекарь», «Юрист», «Повар», «Виночерпий» и несколько картин-обманок, которые можно рассматривать в перевёрнутом виде (Корзина с фруктами). Работы Арчимбольдо хранятся в государственных музеях и частных собраниях Италии (в том числе Галерее Уффици), Франции (Лувр), Австрии, Чехии, Швеции, США.

### Интерпретации творчества
Основным объектом интерпретации современных искусствоведов являются «курьёзные» картины Арчимбольдо. По мнению В. Кригескорте, эти работы совершенно уникальны. Попытки интерпретации начинаются с осмысления культурного фона и философии художника, однако единого мнения на этот счёт не выработано. Б. Гейгер, впервые поставивший эти вопросы, опирался главным образом на суждения современников — Ломаццо, Команини и Мориджиа, которые использовали термины scherzi, grilli и capricci (соответственно, «шутки», «причуды», «капризы»). Собственно, монография Гейгера так и озаглавлена: «Комические картины Джузеппе Арчимбольдо». Б. Гейгер рассматривал творчество художника как инверсию, когда в красоте видится уродство или наоборот, поскольку безобразие превышает собой красоту, развлекая царственного заказчика. Похожую точку зрения высказывал Р. Барт, но он сводил творчество художника к своей теории языка, полагая, что основа философии искусства Арчимбольдо — лингвистическая, поскольку не создавая новых знаков, он их путал, смешивал, комбинировал, то есть исполнял роль новатора языка.

Арчимбольдо говорит на двойном языке, одновременно явном и путаном; он создаёт «бормотанье» и «тарабарщину», но эти выдумки остаются вполне рациональными. В общем, единственная причуда (bizarrerie), которой не позволяет себе Арчимбольдо, — он не создаёт язык совершенно непонятный… его искусство не безумно.

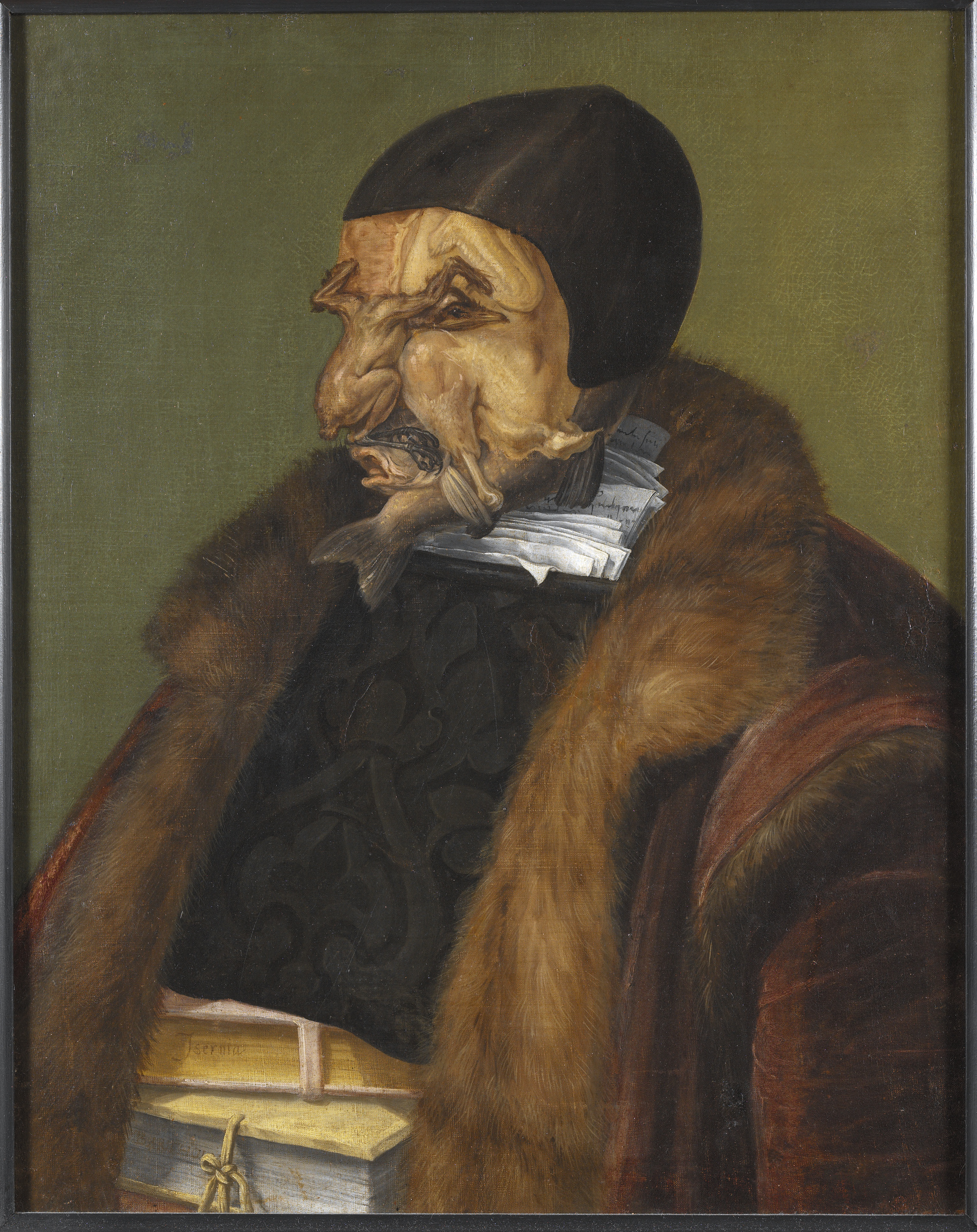
Юрист, 1566. Б. Гейгер считал эту картину сатирическим изображением Кальвина, но чаще встречается мнение, что изображённый — советник Рудольфа II Й. Засиус

Классификация Арчимбольдо как маньериста также принадлежит XX веку, её обоснование содержится в работе Густава Рене Хоке «Мир как лабиринт», опубликованной в 1957 году. Арчимбольдо родился в эпоху позднего Ренессанса, и его первые работы написаны в традиционной ренессансной манере. По мнению Хоке, в эпоху Ренессанса художник должен был являться в первую очередь талантливым ремесленником, умело имитирующим природу, поскольку понятие прекрасного основывалось на её изучении. Маньеризм отличался от ренессансного искусства в тяготении к «ненатуралистической абстракции». Это было продолжение позднего Средневековья — искусство, воплощающее идеи. По мнению Г. Хоке, в сознании возникает concetto — концепция картины или картина концепции, умственный первообраз. Арчимбольдо, отталкиваясь от concetti, писал метафорически-фантастические картины, в высшей степени типичные для маньеристского искусства. В «Истории уродства», выпущенной под редакцией У. Эко, Арчимбольдо также признаётся принадлежащим к маньеристской традиции, для которой свойственно «…предпочтение экспрессивного прекрасному, стремление к странному, экстравагантному и бесформенному».
В работе «Арчимбольдо и арчимбольдески» Ф. Легран и Ф. Сюи попытались реконструировать философские воззрения художника и пришли к выводу, что они представляли собой разновидность платонического пантеизма. Ключ к реконструкции мировоззрения Арчимбольдо виделся им в символике придворных торжеств, режиссируемых художником, и в его аллегорических сериях. Согласно платоновскому диалогу «Тимей», извечный бог создал Вселенную из хаоса путём комбинации четырёх элементов — огня, воды, воздуха и земли, что и определяет всеединство, демонстрируемое картинами.

Портрет императора Рудольфа II в образе Вертумна, 1590. Замок Скоклостер, Стокгольм

В трудах Т. Дакосты Кауфмана проводится последовательно серьёзная интерпретация наследия Арчимбольдо в контексте культуры XVI века. Кауфман вообще скептически относился к атрибуции работ Арчимбольдо и признавал несомненными оригиналами только четыре картины, а именно те, на которых имелась подпись художника. Он основывал свою интерпретацию на тексте неопубликованной поэмы Дж. Фонтео «Картины „Времена года“ и „Четыре элемента“ императорского художника Джузеппе Арчимбольдо». Согласно Фонтео, аллегорические циклы Арчимбольдо передают идею величия императора. Гармония, с которой плоды и животные сочетаются в изображении человеческих голов, символизирует гармонию империи под благим правлением Габсбургов. Изображения времён года и элементов всегда представлены в профиль, но при этом «Зима» и «Вода», «Весна» и «Воздух», «Лето» и «Огонь», «Осень» и «Земля» обращены друг к другу. Внутри каждого цикла также наблюдается симметрия: две головы обязательно смотрят направо, а две — налево. Времена года чередуются в неизменном порядке, символизируя как постоянство природы, так и вечность правления дома Габсбургов. На это намекает и политическая символика: в изображении «Воздуха» присутствуют габсбургские символы — павлин и орёл, а «Огонь» украшен цепью Ордена Золотого Руна, великим магистром которого по традиции был глава царствующей династии, однако составлена она из кремней и кованой стали. На воинственное начало указывают и пушки. Габсбургская символика присутствует и на картине «Земля», где львиная шкура обозначает геральдический знак Богемии, на то же намекают жемчуг и похожие на оленьи рога кораллы в «Воде».
Символика «Элементов» продолжается во «Временах года». Плащ «Зимы» украшен символом железа и буквой «М», намекая вновь на Орден Золотого Руна и его главу — императора Максимилиана. Вариант «Зимы», выполненный для курфюрста Саксонского, украшен гербом Саксонии. Здесь присутствовала и древнеримская символика: у латинян год начинался с зимы, которую именовали «глава года». На праздничной процессии 1571 года император предстал именно в костюме Зимы, что также намекало на его роль владыки всего мира. Дакоста Кауфман подчёркивал тесную связь картин Арчимбольдо и его эскизов костюмов для торжественных процессий, которые представляли собой аллегории императорской власти и гармонии, которую несёт миру благодетельность Габсбургов. Равным образом, «Вертумн» предназначался не для увеселения Рудольфа II, который восхищался этой картиной, но был аллегорией «прекрасной гармонии», прославляющей императора, уподобленного богу плодородия и изменчивости. Плоды, составляющие облик императора, представляют все четыре времени года.

## Документалистика
- Телепрограмма-лекция искусствоведа, кандидата искусствоведения, доцента МГУ Алексея Расторгуева из серии «История искусства». ИП Петросянц В.Е. по заказу ВГТРК. 2019 г (17 июня 2019). Алексей Расторгуев. "4 элемента Джузеппе Арчимбольдо".  50 мин. ГТРК «Культура». {{cite episode}}: |series= пропущен или пуст (справка); Внешняя ссылка в |credits= (справка)